# François Roubaud
Pour les articles homonymes, voir Roubaud.
François Yves Roubaud est un médecin et homme politique du Var, né à Grasse le 18 mai 1749 et décédé dans cette même ville le 18 décembre 1834 .

## Biographie
François Yves Roubaud est le fils d'Honoré Roubaud (1713-1786), receveur de la viguerie de Grasse, conseiller-notaire-secrétaire du roi en la cour des comptes, pourvu de cet office en 1783, mort en charge, et de Marguerite Mérigon. 
Après ses études de médecine, François Roubaud s'installe dans sa ville natale de Grasse. Il est l'époux de Anne Monique de Bonnafons.
Son frère Claude-Henry, avocat, receveur de la viguerie de Grasse et secrétaire du roi après son père, ce dernier mort en charge. Il épouse Marie-Anne d'Antelmy, petite nièce de Mgr d'Antelmy. (d'où les « Roubaud d'Antelmy », à Grasse).
Sa sœur Marie Thérèse Roubaud épouse en 1770-1774 Joseph Barthélémy Sieyès La Baume (1749-1830), subdélégué de l'intendant de Provence à Fréjus, et futur député du tiers-état de la sénéchaussée de Draguignan aux états généraux de 1789.

### Carrière politique
En 1790, François Roubaud devient administrateur du district.
Il est élu député du Var le 7 septembre 1791 à l'Assemblée Législative, puis président du collège électoral de Grasse. 
Il est élu député du Var à la Convention. 
En ventôse an X, (février 1802), il devient conseiller général.